# ケータイ刑事 THE MOVIE3 モーニング娘。救出大作戦!〜パンドラの箱の秘密

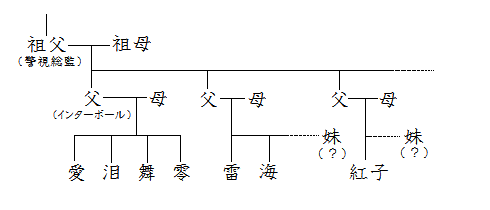
銭形家の家系図

『ケータイ刑事 THE MOVIE3 モーニング娘。救出大作戦!〜パンドラの箱の秘密』（ケータイでか ザ・ムービー・スリー　モーニングむすめ。きゅうしゅつだいさくせん!〜パンドラのはこのひみつ）は、2002年よりBS-TBS（旧 BS-i）で不定期に放映されている刑事ドラマ「ケータイ刑事 銭形シリーズ」の劇場版作品第3弾。2011年2月5日、テアトルダイヤ他で公開。

## ストーリー
ある日、国民的アイドルグループ「モーニング娘。」を抹消するとの犯行声明が届く。海・命・結の三姉妹、そして彼女たちの相棒の岡野と松山は、モーニング娘。の警護に向かう。しかしモーニング娘。だけでなく、彼女たちとバスに同乗していた命までもが誘拐されてしまい…。

## キャスト
- 銭形海：大政絢
- 銭形命：岡本あずさ
- 銭形結：岡本杏理
- 岡野富夫：国広富之
- 松山進：松崎しげる
- 柴田太郎：金剛地武志
- 柴田束志：大堀こういち
- 柴田池輝：森本亮治
- 運転手：林和義
- 難波一弘：宍戸錠
- モーニング娘。（実名出演）
  - 高橋愛
  - 新垣里沙
  - 亀井絵里
  - 道重さゆみ
  - 田中れいな
  - 光井愛佳
  - ジュンジュン
  - リンリン

※登場人物の詳細についてはケータイ刑事 銭形シリーズの登場人物を参照。

## スタッフ
- プロデューサー：丹羽多聞アンドリウ
- 監督：安藤尋
- 脚本：林誠人
- 音楽：遠藤浩二
- 主題歌：「ケータイ刑事」（前作と同じ歌だが歌っているのは今作でケータイ刑事を演じた3人）

## 公式グッズ
- ケータイ刑事 ウルトラBOOK（2011年1月26日発売）
- ケータイ刑事 THE MOVIE3 モーニング娘。救出大作戦!〜パンドラの箱の秘密 DVD（2011年8月2日発売）